# Atlantyda (film 2019)
Atlantyda (ukr. Атлантида) – ukraiński dramat filmowy z 2019 roku w reżyserii Walentyna Wasjanowicza.

## Opis fabuły
Akcja filmu rozgrywa się w 2025, rok po zakończeniu wojny z Rosją. Były żołnierz armii ukraińskiej Serhij cierpiący na zespół stresu pourazowego pracuje razem ze swoim przyjacielem Iwanem w hucie we wschodniej Ukrainie. Mimo zakończenia wojny, Serhij i Iwan nadal regularnie ubierają mundury i uczestniczą w zawodach strzeleckich. Obaj są obwiniani przez innych pracowników winą za udział w wojnie, która zniszczyła Ukrainę. Po samobójczej śmierci Iwana huta zostaje zamknięta, a Serhij znajduje pracę kierowcy. Zajmuje się dostarczaniem wody pitnej do tych obszarów Ukrainy, gdzie zanieczyszczenia powstałe w czasie działań wojennych nie pozwalają korzystać z lokalnych zasobów wody pitnej. W czasie swojej pracy poznaje Katię, która pracuje w organizacji humanitarnej Czarny Tulipan, zajmującej się ekshumacją i identyfikacją ofiar wojny. Otrzymuje propozycję wyjazdu z kraju, ale ostatecznie zdecyduje się w nim pozostać.
Film realizowano w Mariupolu. Polska premiera filmu miała miejsce 16 października 2019 w ramach Warszawskiego Festiwalu Filmowego.

## Obsada
- Andrij Rymaruk jako Serhij
- Wasil Antoniak jako Iwan
- Ludmiła Bileka jako Katia
- Lilly Hide jako Katryn
- Philip Paul Peter Hudson jako przedstawiciel zagranicznej misji
- Ihor Tytarczuk jako patolog
- Serhij Komiszon jako patolog
- Kateryna Poprawka jako tłumaczka
- Ołeksandr Sobko jako strażnik
- Karolina Szeremeta jako pielęgniarka
- Stanisław Zymko jako kierowca
- Hajibayli Aikhan Vagif Ogly
- Witalij Sudarkow

Główne role w filmie zagrali aktorzy nieprofesjonalni, żołnierze Ukraińskich Sił Zbrojnych i wolontariusze. Odtwórca głównej roli Andrij Rymaruk był przewodnikiem ekipy filmowej po wschodniej Ukrainie, zanim został zaproszony na casting przez reżysera.

## Nagrody
Film otrzymał nagrodę główną w sekcji Horyzonty na 76. Międzynarodowym Festiwalu Filmowym w Wenecji. Główne nagrody zdobył także na Festiwalu Filmowym w Denver oraz na Festiwalu Nowego Kina w Montrealu. Na Festiwalu Filmowym w Stambule Atlantyda została uhonorowana nagrodą FIPRESCI i nagrodą Złotego Tulipana. Film otrzymał także 6 nagród Złotego Dżygi, przyznawanych przez Ukraińską Akademię Filmową.
W 2020 film został zgłoszony jako oficjalny ukraiński kandydat do Oscara w kategorii najlepszego filmu nieanglojęzycznego, ale ostatecznie nie uzyskał nominacji.